# 岡山県のラーメン

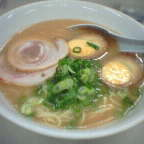
岡山ラーメン

岡山県のラーメン（おかやまけんのラーメン）では、日本の岡山県におけるラーメンについて記述する。
本項では、岡山県におけるラーメン全般を取り上げ、説明やリンクを示す。分類については、昔から地域に根付いているものから、地域おこしや土産用のために開発されたもの、特徴のある独創的なものまで幅広く取り上げる。

## 地域に定着しているもの

### 笠岡ラーメン
笠岡市で発祥した岡山県を代表するご当地ラーメンの一つである。鶏ガラを使った醤油スープと、具材としてカシワ肉（老鶏の肉）の煮鶏が乗るのが主な特徴。

### 岡山ラーメン
県都・岡山市のラーメン店を中心に古くから作られ、食されている醤油ラーメン。鶏ガラを使用するものと、豚骨を加えたものがある。
第二次世界大戦直後の岡山市中心市街地で、屋台やバラック小屋から発祥した。そのラーメンの影響を受けた人々が、そのラーメンの味を引き継ぎ、また改良しながらご当地ラーメンとして成り立っていった。
製麺業者が「岡山ラーメン」として商品化している。

### トンカツラーメン
ラーメンの上に豚カツを載せたもの。岡山市の中心部にある多くの老舗ラーメン店や食堂で提供されており、トンカツラーメンとして岡山県の隠れたご当地グルメとしてメディア等で紹介され、注目されるようになった。

### 新見ラーメン
県北西部の新見市では、猪が多く生息し、昔からぼたん鍋など猪料理が郷土料理として食べられてきた。その影響で、地元の一部ラーメン店では、以前より猪肉を使ったラーメンが提供され、常連客に好評であった。主な特徴としては、出汁に猪を使った醤油ラーメンで、具材に猪チャーシューが乗る。店によっては味噌味のもの、猪チャーシューを乗せているのみで出汁に猪を使っていないものもある。
その一方で、猪による農林業被害が多く、厄介者となっていた猪を使った料理を新見市の名物にできないかと地元の商工会議所が猪を使ったラーメンに目をつけ、「新見いのししラーメン」としてPR活動を行い、提供店も増えた。

## 地域おこしによるもの
各土地の産物を材料にしたオリジナルや岡山外地のラーメン文化の流入に影響されたラーメンも存在する。各店の独自路線を貫徹している。
なお、他地域のラーメンの特徴を併せ持ったものもある。

### 千屋ラーメン
地柳生ラーメンとも呼ばれる。新見市千屋地区を中心に育てられている千屋牛を使用した牛骨ラーメン。千屋牛は、生産頭数が少なく、幻の黒毛和牛とも言われている。特徴としては、出汁に千屋牛の牛骨を使い、具材に千屋牛のスジ肉を使用した牛チャーシューが乗る。

### 津山ラーメン
県北部の最大都市・津山市で、地元民が町おこしを兼ねて、土産用に地元食材を使用したラーメンを「津山らーめん」として商品化されたことで、その名が知られるようになる。特徴としては、作州黒豚を用い、スープに蜂蜜、麺に山芋といった津山市の特産品が用いられている。
1999年（平成11年）7月に産学官で発足した「美作女子大学技術交流プラザ」（現：美作大学技術交流プラザ）に参加したラーメン好きのメンバーが中心となり地場産の食材をふんだんに使った美味しい津山ラーメンを作り、街の活性化をも目的のひとつとして開発された商品。地元の食材を使ったスープの研究から始め、開発から3年後の2002年（平成14年）6月におみやげ用として発売開始。

### 鏡野ラーメン
県北部の苫田郡鏡野町で、特産品の甘いフルーツトマトを使用したラーメンが開発され、その名が知られるようになる。特徴としては、フルーツトマトを塩スープで煮込んだあっさり味となっている。

### 井原ラーメン
県南西部の井原市で、市民らでつくるNPOが井原鉄道井原線の開業10周年を記念して、井原線沿線地域の食材を使用したラーメンを開発し、「いばらーめん」として開業記念日の1月11日に井原駅で試験販売を行なったところ、好評だったため、2009年（平成21年）4月1日から井原鉄道が販売を引き継ぎ、井原駅舎内のキッチンスナックコーナーにて提供するようになり、その名が知られるようになる。特徴としては、岡山市にある地場大手の製麺業者の特製めんとスープをベースにした低価格の醤油ラーメンで、井原市産の醤油を使用。具材には、井原市産の美星豚を使用した焼豚と、明治ごぼう（明治ごんぼう）を使用した牛蒡の金平、小田郡矢掛町産のモヤシ、倉敷市真備町の竹の子を使用したメンマが載る。

### ままかりラーメン
岡山県の名物であるママカリの煮干しで出汁を取ったラーメン。

### 風の家ラーメン
真庭市蒜山の国道482号の道の駅風の家で提供されている人気の名物ラーメン。特徴として、具材に蒜山高原で育てられたジャージー牛の牛チャーシューに、蒜山大根の大根おろしが載った、醤油豚骨味のラーメン。

### 倉敷ラーメン
製麺業者が観光都市・倉敷市のご当地ラーメンとして「倉敷ラーメン」を商品化し、その名が知られるようになる。ただし、倉敷市における倉敷ラーメンとしての定義付けは、はっきり定まっていない。

## チェーン店
岡山県発祥のラーメンチェーン店に以下のものがある。
- すわき後楽中華そば
- らーめんふぁみりー
- ラーメン大統領